# Helmut Hasse
Helmut Hasse  (25 de agosto de 1898 - 26 de diciembre de 1979) fue un matemático alemán que trabajó en teoría algebraica de números, conocido por sus contribuciones fundamentales a la teoría de cuerpos de clases, la aplicación de números p-ádicos a la teoría de cuerpos de clases locales y geometría diofántica (principio de Hasse), y a las funciones zeta locales.

## Biografía
Nació en Kassel y murió en Ahrensburg.
Tras servir en la marina en la Primera Guerra Mundial, estudió en la universidad de Göttingen y después en Marburgo bajo Kurt Hensel, escribiendo una disertación en 1921 que contenía el teorema de Hasse-Minkowski, como ahora es llamado, de formas cuadráticas sobre cuerpos numéricos. Luego ocupó cargos en la Kiel, Halle y Marburgo. Fue el reemplazo de Hermann Weyl en Göttingen en 1934; políticamente fue un nacionalista de derecha y solicitó su admisión en el partido nazi en 1937, pero le fue denegado porque tenía antepasados judíos. Después del periodo de guerra, volvió a Göttingen brevemente en 1945, pero fue excluido por las autoridades británicas. Después de pasar brevemente por Berlín, desde 1948 se instaló definitivamente como profesor en Hamburgo.
Colaboró con muchos matemáticos, en particular con Emmy Noether y Richard Brauer en álgebras simples; y con Harold Davenport en sumas gaussianas (relaciones de Hasse–Davenport) y con Cahit Arf en el teorema de Hasse-Arf.